# Fort Saint-Michel (Verdun)
Pour l’article homonyme, voir Fort du Saint-Michel.
Le fort Saint-Michel, appelé brièvement fort Rouyer, est une fortification faisant partie de la place forte de Verdun, situé au nord-est de la commune de Belleville-sur-Meuse, dans la Meuse.

## Histoire
Le fort fait partie des six premières redoutes, dites « de la panique », construites en terrassement pendant l'hiver 1874-1875 : un retour offensif allemand est alors craint, juste après la guerre franco-allemande de 1870 (Verdun est occupée jusqu'en septembre 1873). La redoute saint-Michel, avec celle de Belleville à l'ouest et celle de Belrupt au sud-est, forment une ceinture sur la rive droite pour protéger Verdun.
Par le décret du 21 janvier 1887, le ministre de la Guerre Georges Boulanger renomme tous les forts, batteries et casernes avec les noms d'anciens chefs militaires.
Pour le fort Saint-Michel, son «  nom Boulanger » est en référence au général Rouyer.
L'histoire de France retient quatre généraux de ce nom :
-Charles Étienne Rouyer (né le 16 mars 1760, blessé mortellement le 20 juillet 1794), général de brigade le 8 mars 1794 ;
- Jean-Pascal Rouyer (né le 17 mars 1761, mort le 20 octobre 1819), général de brigade le 21 mars 1796 ;
- Marie François Rouyer (né le 2 mars 1765, mort le 10 août 1824), général de brigade le 30 juillet 1799, général de division le 24 décembre 1805 ;
- Jean Victor Rouyer (né le 28 mai 1756, mort le 1er mai 1818), général de brigade le 30 juillet 1799, général de division le 14 juin 1804, baron d'Empire le 18 mars 1809.
Il est probable que l'on a voulu rendre hommage à ce quatrième général, mais aucune certitude.
Le nouveau nom fut gravé au fronton de l'entrée.
Dès le 13 octobre 1887, le successeur de Boulanger au ministère, Théophile Ferron, abroge le décret.
Le fort reprend officiellement son nom précédent, toutefois en gardant le nom Boulanger à son fronton.

## Description
Le fort Saint-Michel est aménagé à 351 m d'altitude à mi-pente, dominant la route d'Étain.
C'est un fort Séré de Rivières de première génération, de la forme d'un pentagone irrégulier, à gorge rentrante et relativement compact.
Le fort de Saint-Michel voit ses fronts de tête et de gorge assez rapprochés.
L'entrée s'ouvre en fond de fossé, dans l'angle droit de la courtine de gorge, dans l'axe d'une rampe descendant des glacis. Le petit casernement occupe une partie de ce fond de courtine.
Pour défendre l'entrée, la courtine et le fossé vers le saillant I, un seul coffre a été aménagé à droite de la courtine. La défense de la gorge vers le saillant V ne pouvait dès lors s'effectuer qu'à l'aide d'un canon placé à barbette au-dessus du flanc gauche de cette courtine. Rarissimes sont ainsi les défenses asymétriques.
Le seul plan des dessous indique pour ce coffre une double cloison, comme si on avait voulu en assurer la bonne ventilation.
L'entrée est pourvue de chicanes mises en place pendant la Première Guerre mondiale. Dès que l'on se trouve dans le tunnel de l'entrée, un ressaut de la voûte montre encore les traces de la devise locale « S'ensevelir sous les ruines du fort plutôt que de se rendre ».
Dans ce même tunnel, une galerie non revêtue descend en forte pente vers le réseau 17 réputé s'étendre sur 720 m. C'est probablement le plus dangereux.
La rue du rempart emprunte, du saillant I au saillant V, quatre passages enracinés et longe, outre celles rattachées à ces passages, cinq traverses-abris, dont 4 enrobées.
chacun de ces passages enracinés donne sur un ou plusieurs locaux qui devaient, au moins pour une partie, suppléer à l'absence de magasin à poudre. Ces passages sont systématiquement pourvus de chicanes avec créneau et goulotte.
Le passage no 2 possède une trappe dans le sol, donnant accès à une jolie citerne ayant la forme d'un vaste cylindre couché.
Les façades des ailerons (saillants II et III) sont en partie effondrées, tandis que la caponnière double où étaient stockées des munitions a explosé sous l'impact d'un obus allemand le 8 mai 1916.
Après la bataille de Verdun, une cloche Pamart à deux créneaux fut installée sur le glacis, sertie dans le bloc de béton avec un créneau pour effectuer du tir indirect, probablement avec un fusil à tromblon.
Quatre batteries annexes se situaient à proximité. Elles étaient désignées, selon la numération de 1912 : 7-6, 7-7, 7-8, et 7-9, les deux premières à gauche du fort, les deux suivantes à sa droite.

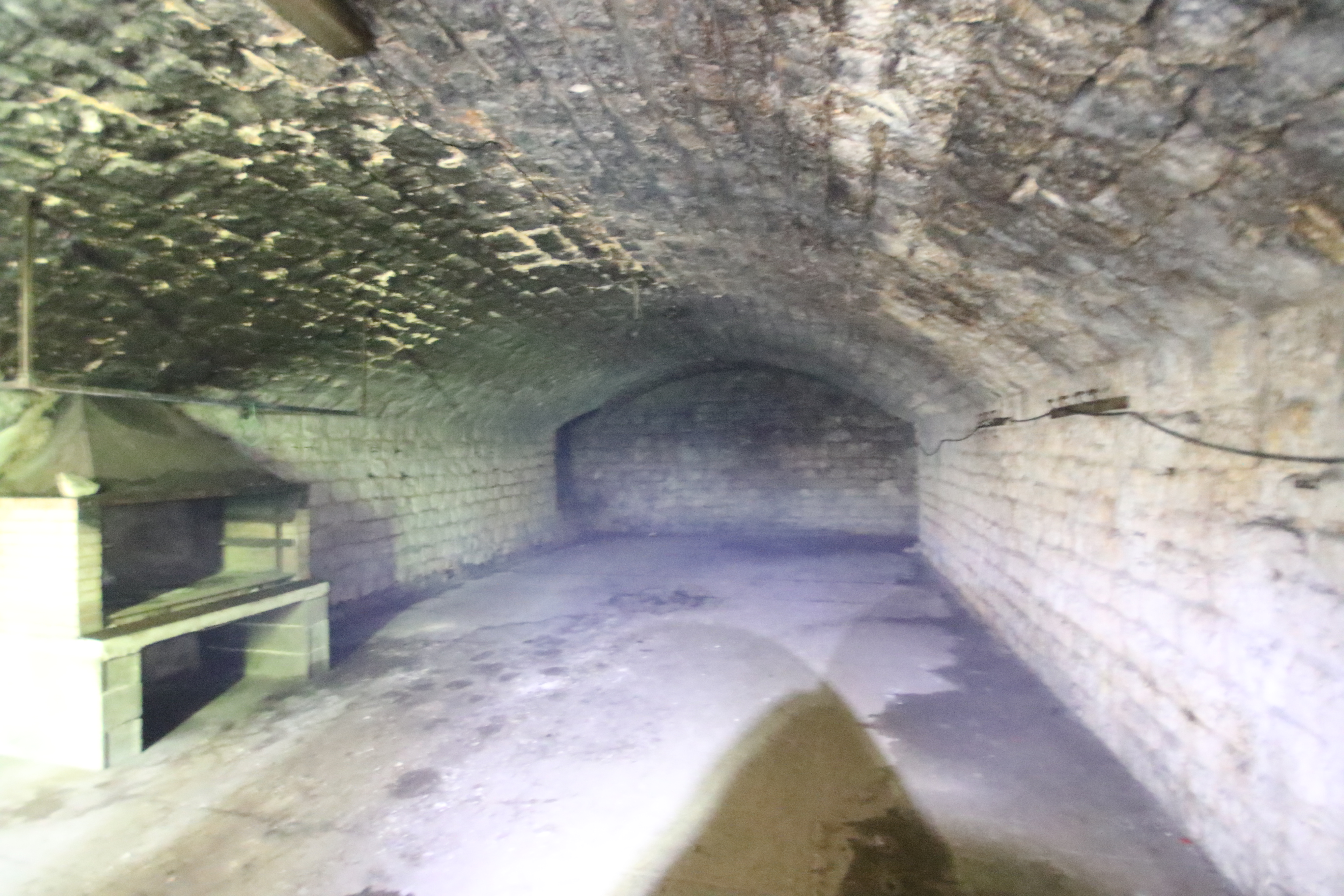
Une chambrées du fort.
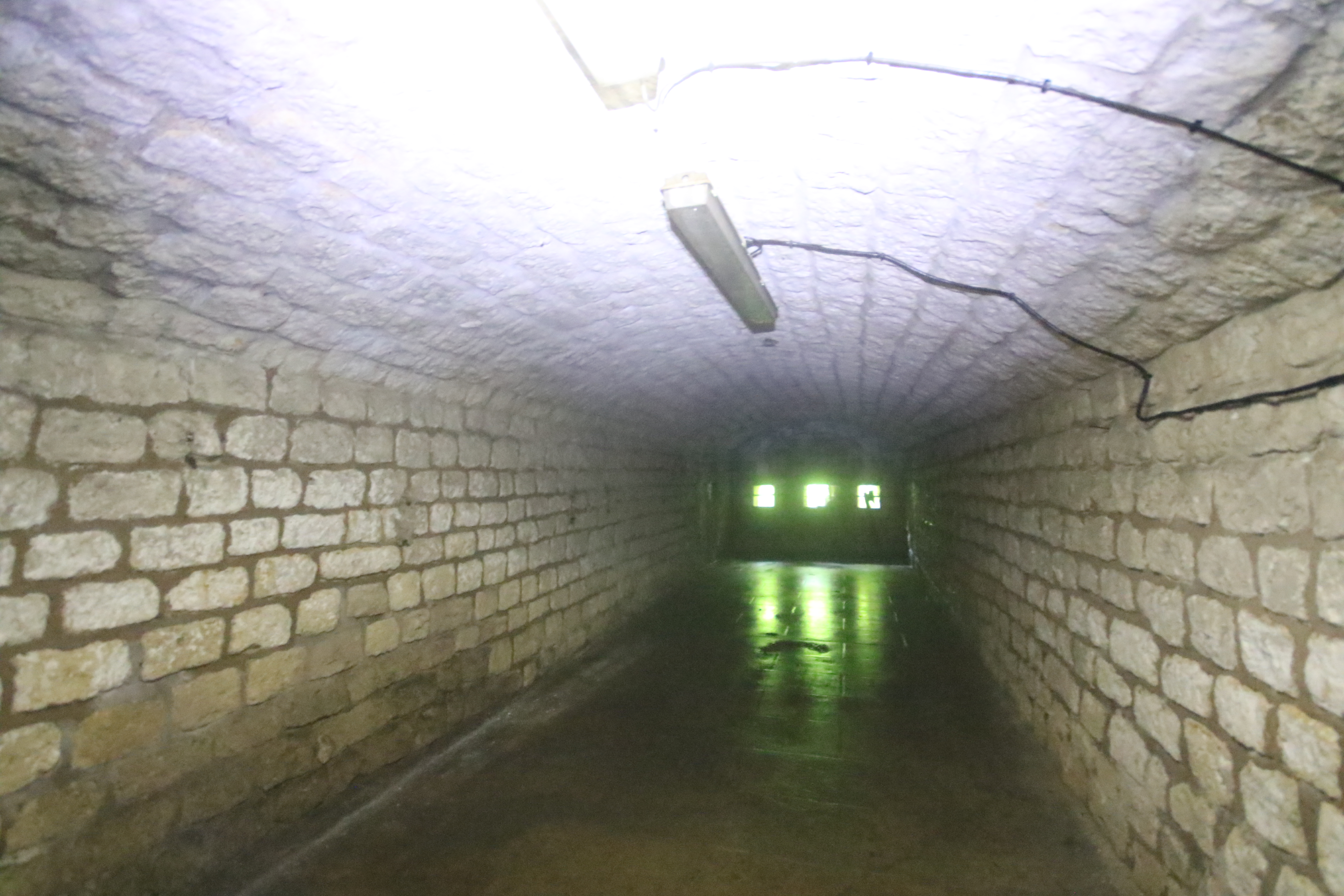
Une chambrées du fort.
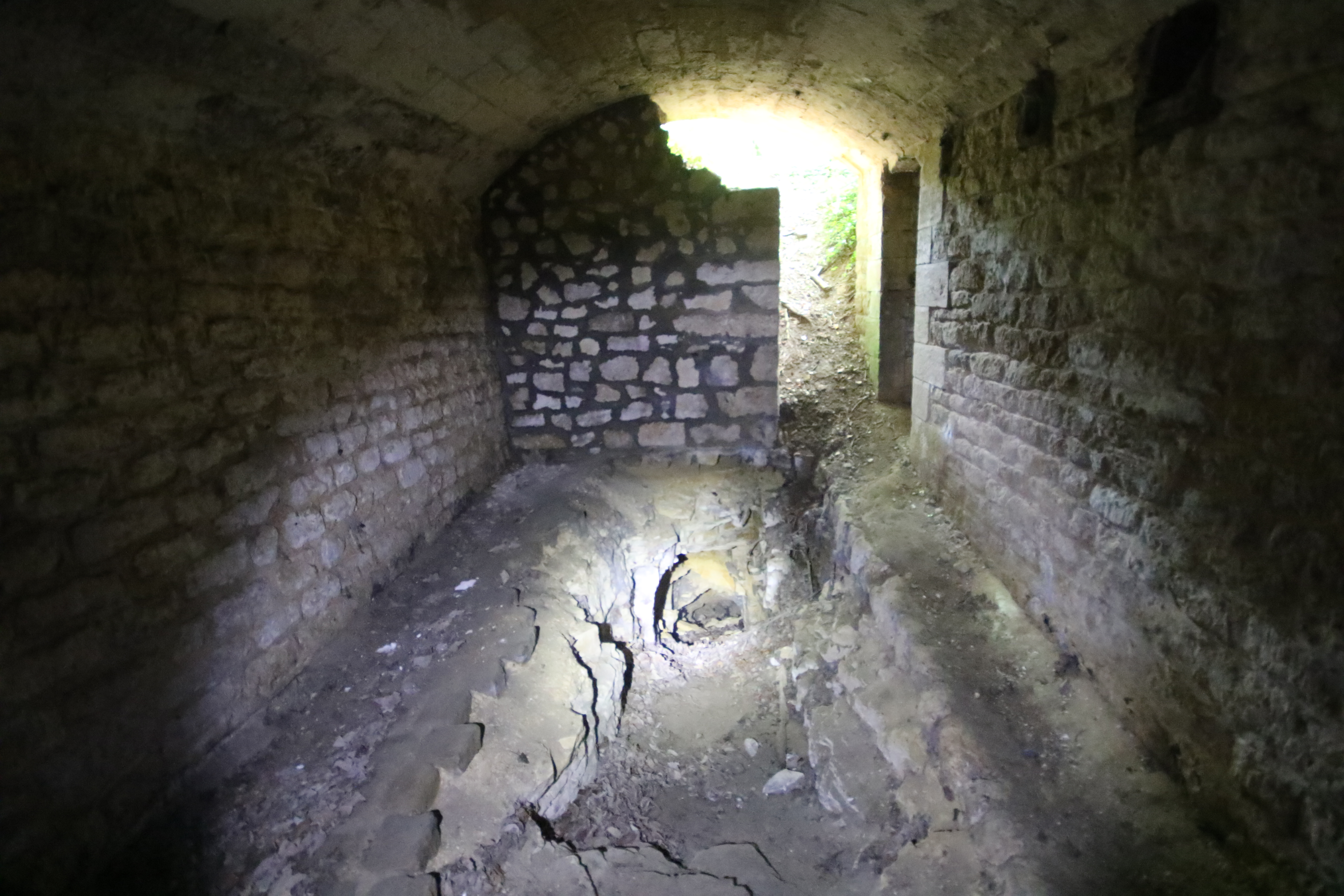
Départ d'une galerie de 17 du fort.
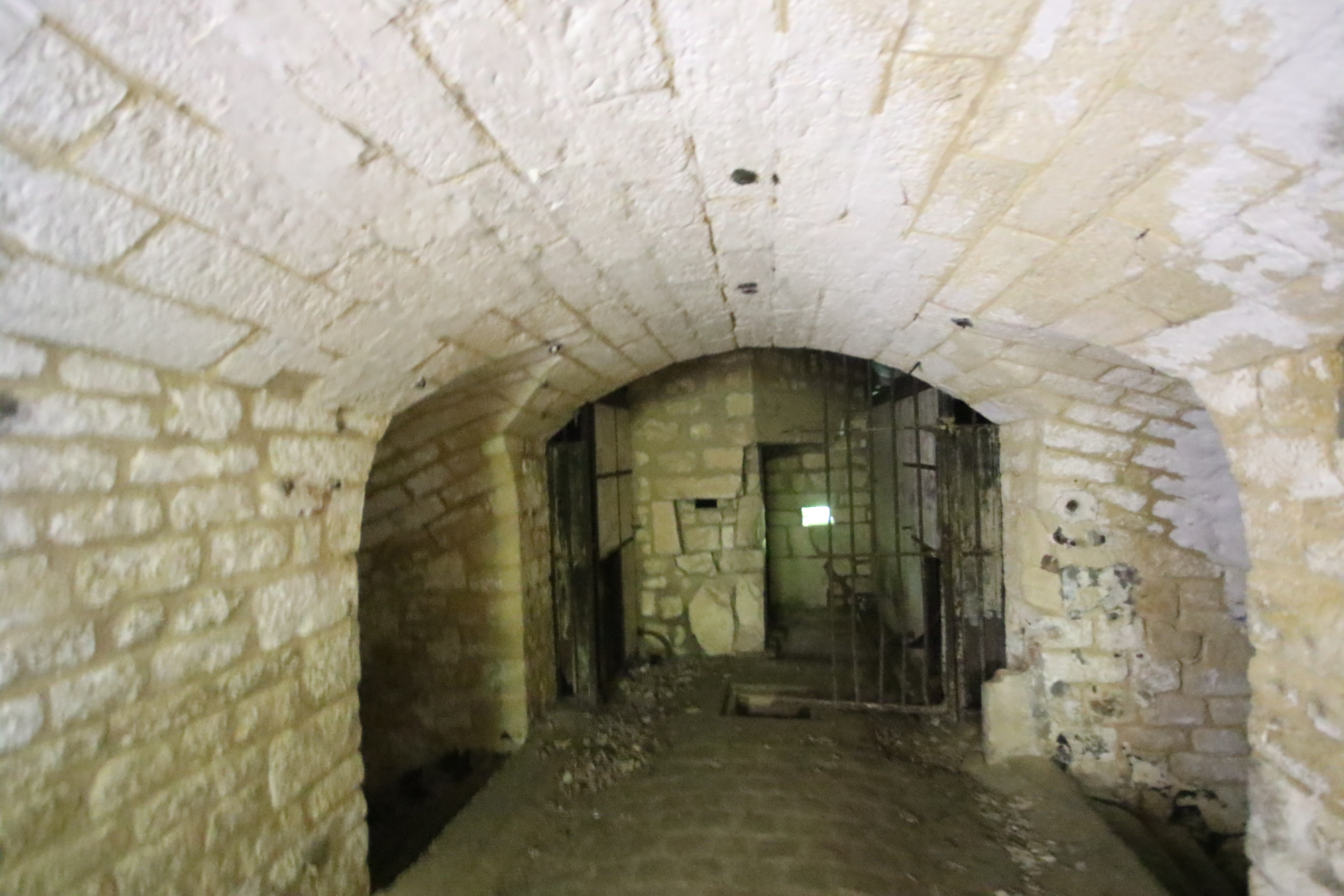
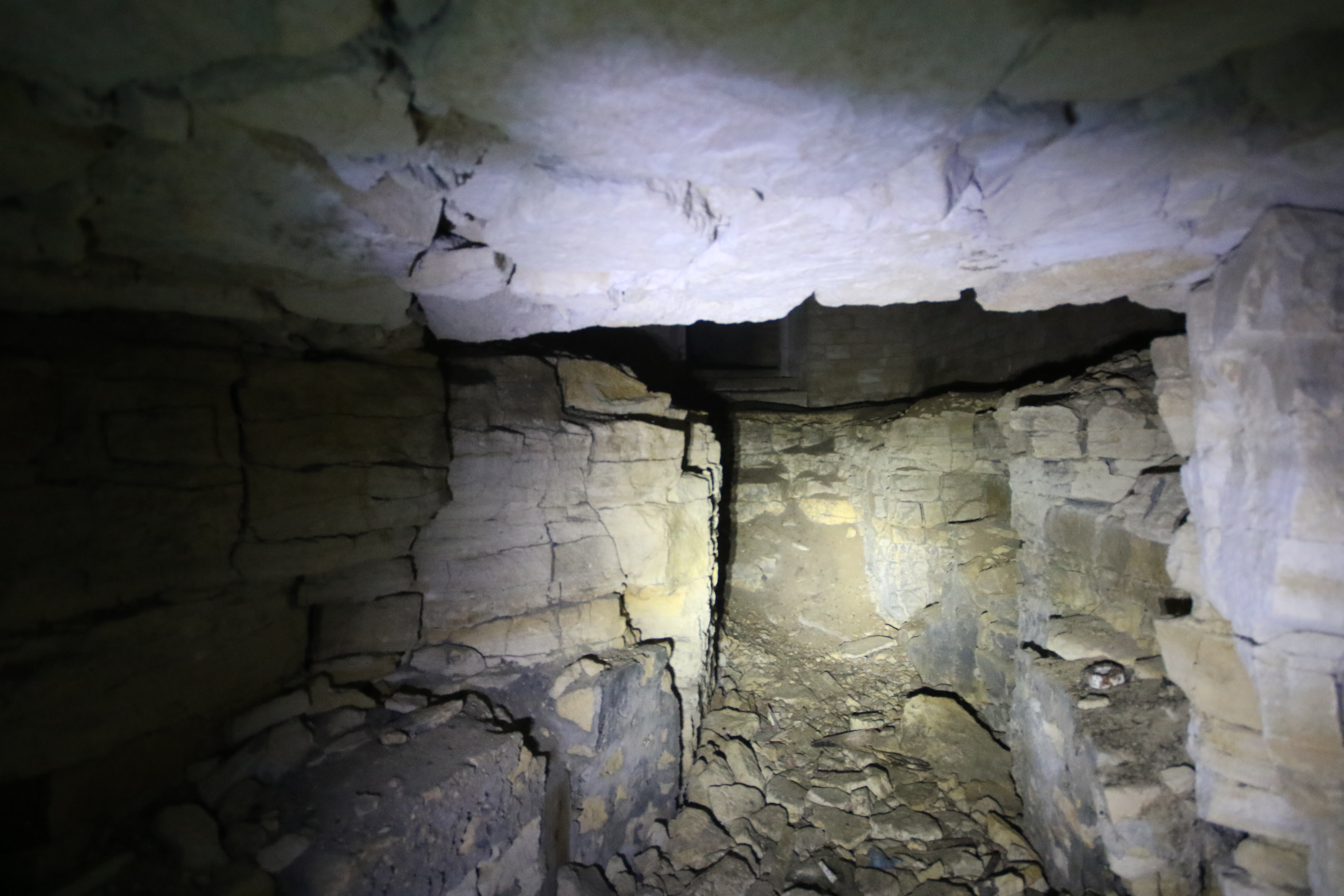
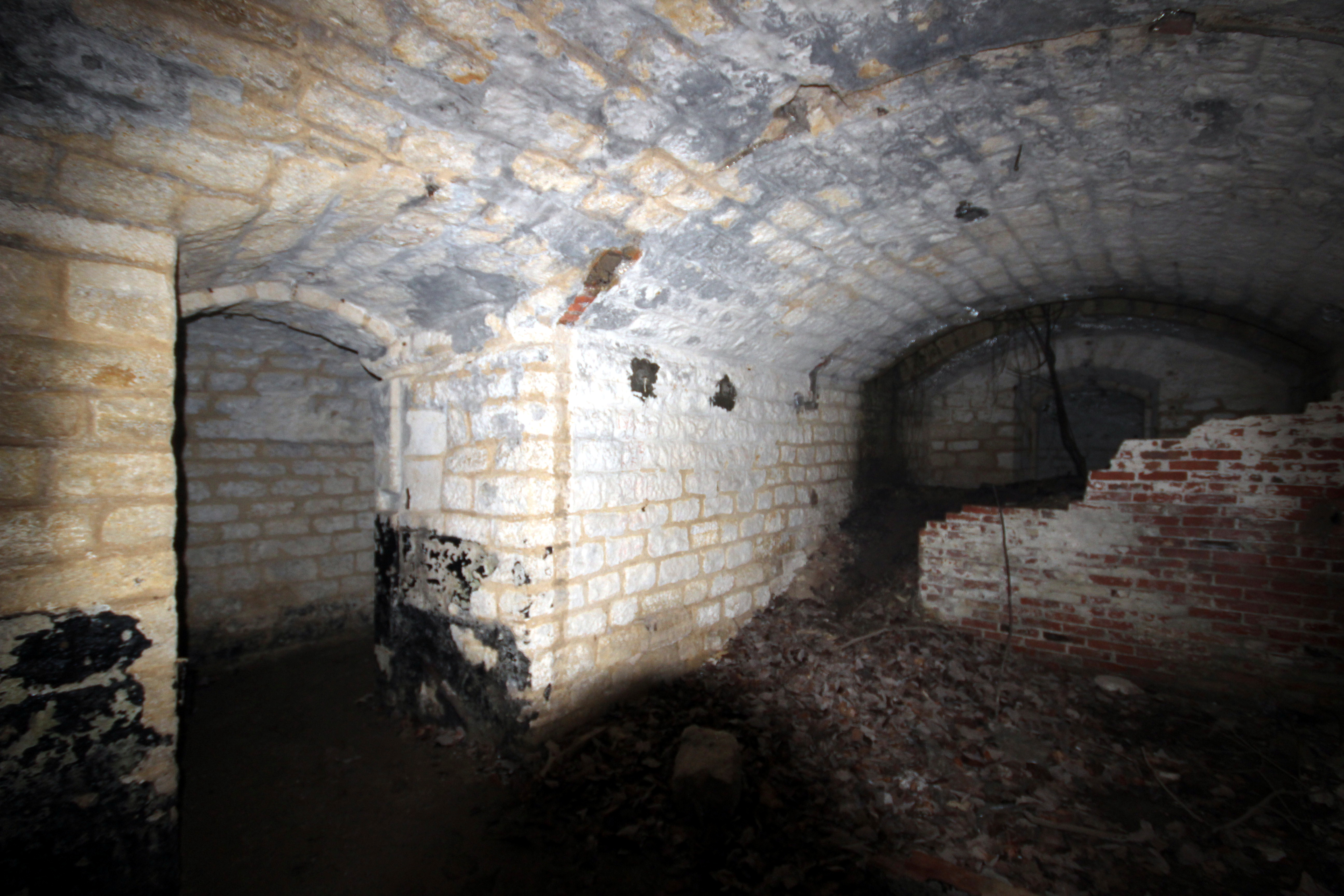
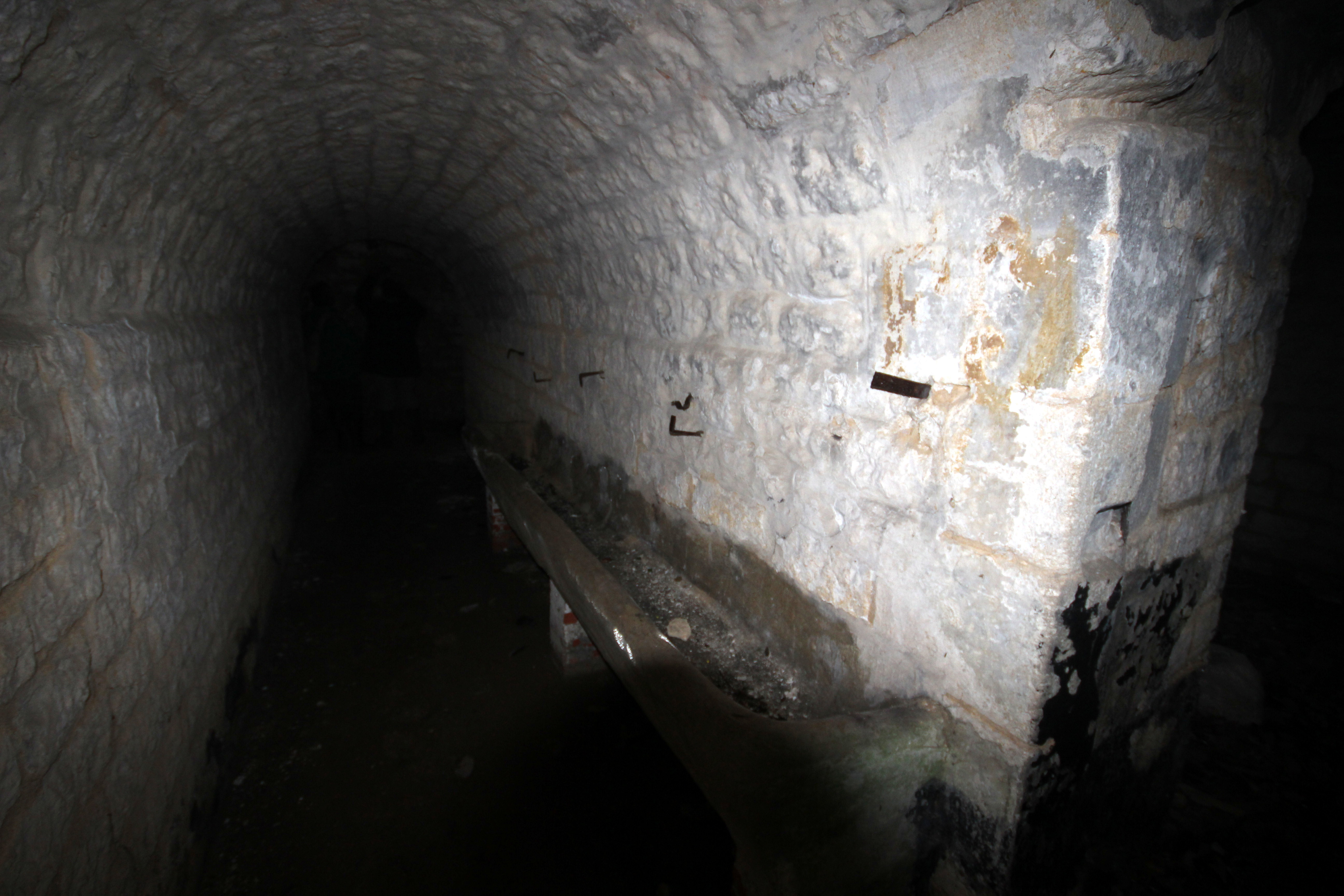
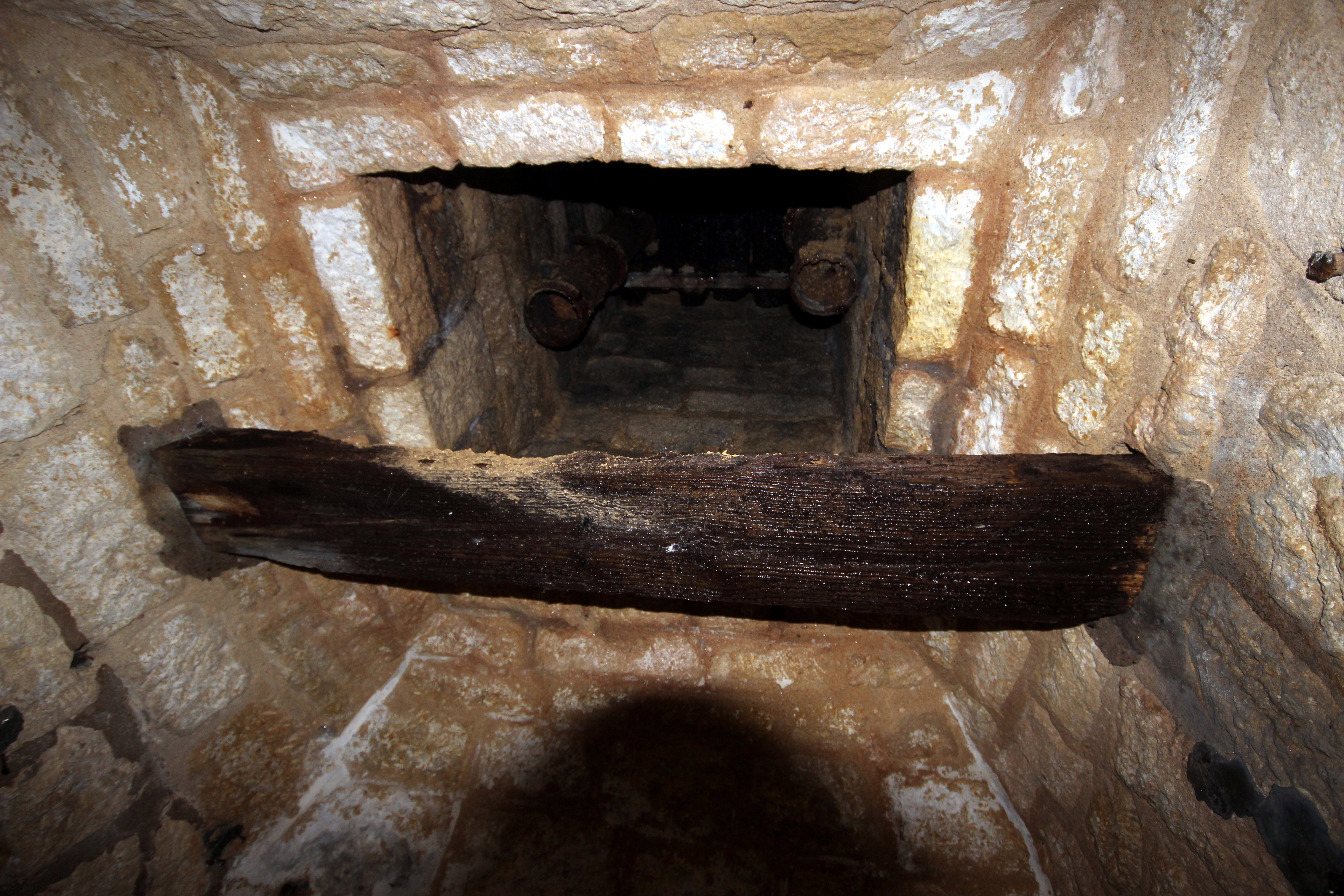

## État actuel
Le fort est la propriété du ministère des Armées ; son accès est interdit.